# Вале-де-Аморейра
Вале-де-Аморейра (порт. Vale de Amoreira)  —  район (фрегезия) в Португалии,  входит в округ Гуарда. Является составной частью муниципалитета  Мантейгаш. По старому административному делению входил в провинцию Бейра-Алта. Входит в экономико-статистический  субрегион Бейра-Интериор-Норте, который входит в Центральный регион. Население составляет 261 человек на 2001 год. Занимает площадь 16,60 км².